# La Hire (torpilleur)
Pour les articles homonymes, voir La Hire.
Le La Hire était un des deux aviso-torpilleurs de classe Dunois qui ont été construits pour la Marine nationale française avant la Première Guerre mondiale à l'arsenal de Cherbourg.

## Conception
Le concept de croiseur torpilleur était un développement de la controversée Jeune École, une pensée stratégique navale qui soutenait que les grands cuirassés qui étaient alors construits en Europe pouvaient être facilement et à moindre coût vaincus par de petits navires de guerre armés de torpilles. La plupart des nations en ont construit dans les années 1880-1890, mais le concept s’est avéré inadapté et la plupart de ces navires ont été utilisés pour d’autres tâches en 1914.
La classe Dunois faisait suite à la classe D'Iberville, mais les deux navires de la classe étaient plus légers que les précédents de classe D'Iberville. Ils en différaient dans leur conception, car ils adoptaient des ponts inversés, l’avant et l’arrière étant plus bas qu’au centre. Malgré une puissance plus importante (7500 ch contre 5000 ch), ils ne parvenaient pas à dépasser les 22 nœuds. Ils ont été classés à l’origine comme aviso-torpilleurs et plus tard comme contre-torpilleurs, mais ils présentaient la particularité de ne pas posséder de tubes lance-torpilles ! Ces navires légèrement blindés étaient destinés spécialement aux actions contre les torpilleurs ennemis.
Le La Hire avait un déplacement de 904 tonnes,. Sa longueur était de 78 mètres, son maître-bau de 8,50 mètres et son tirant d'eau de 3,90 mètres. Il était propulsé par deux chaudières VTE et huit chaudières Normand-Sigaudy produisant une puissance de 7500 ch et entraînant deux arbres d'hélice. Sa vitesse maximale était de 22 ou 23 nœuds. Il emportait 137 tonnes de charbon, ce qui lui donnait un rayon d'action de 5000 milles marins à la vitesse de croisière de 10 nœuds. Sa protection était assurée par une ceinture blindée de 25 mm (mais uniquement au niveau de la salle des machines), plus un blindage de 10 mm sur le pont, et de 50 mm pour la passerelle. Son armement était composé de 6 canons de 65 mm modèle 1891 et de 6 canons de 47 mm modèle 1885,. Son équipage était de 137 ou 138 hommes.

## Carrière
Le La Hire a été baptisé (comme son sister-ship Dunois) du nom d’un chevalier célèbre qui a combattu aux côtés de Jeanne d'Arc : Étienne de Vignolles (vers 1390-1443), dit La Hire. Construit à l’Arsenal de Cherbourg, il est mis sur cale en novembre 1897 et lancé le 3 novembre 1898,. Mis en service en 1899, il est affecté à l'Escadre du Nord entre novembre 1899 et septembre 1901, et il est basé à Cherbourg jusqu'en 1913. En 1913-1914, il est affecté comme navire-école d’artillerie, annexe de l’école des canonniers à Toulon,. Durant la Première Guerre mondiale, il effectue des patrouilles et des escortes dans toute la mer Méditerranée, notamment en mer Tyrrhénienne.
En 1918, il subit une refonte avec le retrait des six canons de 65 mm, l’ajout de deux canons de 100 mm modèle 1917, de six canons de 47 mm QF et de grenades anti-sous-marines,. Il retourne à l’école d’artillerie de Toulon en 1920-1922. Désarmé le 12 février 1923, il est rayé des listes en 1923. Vendu à Toulon 185.000,00 Francs à M. Saglia le 26 juillet 1923.